# 松生擬層孔菌
松生擬層孔菌（學名：Fomitopsis pinicola），俗稱猴坐菇、猴板凳，屬擬層孔菌屬，是木棲寄生的中型菇類。該菇類生長於如台灣等地之低中海拔林區，生長期間約是在春夏兩季之間。